# Mira (film fra 2022)
Mira (russisk: Мира) er en russisk science fiction katastrofefilm fra 2022 instrueret af Dmitrij Kiseljov. Filmens tema er familieværdier og kærlighed til familie og venner.

## Handling
Filmen handler om pigen Lera Arabova, der bor i Vladivostok. Hendes far arbejder på rumstationen "Mira" og hun har mindre og mindre kontakt med ham, og de glider fra hinanden. Pludselig rammer en meteorstorm hendes hus, og Lera beslutter sig for at genforene sig med sin far og at redde hendes hjemby.

## Medvirkende
- Veronika Ustimova som Valerija "Lera" Arabova
- Anatolij Belyj som Arabov
- Aleksander Petrov as Jegor
- Jevgenij Jegorov som Misja
- Darja Moroz som Svetlana
- Maksim Lagasjkin som Boris
- Kirill Zajtsev som Antonov
- Andrej Smoljakov som Fomin